# Dunedin (Florida)
Dunedin (dəˈniːdɪn) ist eine Stadt im Pinellas County im US-Bundesstaat Florida.
Das U.S. Census Bureau hat bei der Volkszählung 2020 eine Einwohnerzahl von 36.068 ermittelt.
Der Name der Stadt ist aus dem schottischen Namen von Edinburgh abgeleitet, Dùn Èideann.

## Geographie
Dunedin liegt auf einer Halbinsel. Die Stadt grenzt im Süden und Osten an Clearwater, westlich der Stadt liegt der Golf von Mexiko und im Norden liegt der CDP Palm Harbor. Zum Stadtgebiet gehören auch die der Küste vorgelagerten Inseln Honeymoon Island und Caladesi Island mit ihren jeweiligen State Parks. Dunedin liegt rund 25 Kilometer westlich von Tampa.

## Geschichte
Der erste namentlich bekannte Landbesitzer auf dem Gebiet des heutigen Dunedin war 1852 Richard L. Garrison, doch der erste Name der Siedlung war Jonesboro. 1882 brachten zwei Kaufleute mit schottischer Herkunft den U.S. Postal Service dazu, das Postamt Dunedin zu benennen. Schließlich bekam auch die Stadt diesen Namen. Sie wurde 1899 als Town inkorporiert und 1925 als City.
Durch Dunedin verlief einst die 1888 fertiggestellte Orange Belt Railway von Sanford nach Saint Petersburg. Nach mehreren Übernahmen wurde die Strecke im Zuge der Gründung der Seaboard Coast Line Railroad im Jahr 1967 stillgelegt.
Die frühen Siedler der Stadt lebten vom Anbau von Baumwolle und Zitronen. Später entwickelte sich die Stadt zu einem wichtigen Seehafen, wozu der Bau einer Werft beitrug. Einst waren die meisten Segelschiffe Floridas hier registriert. Im Atlantic Coast Line Depot (die ACL war ein Rechtsnachfolger der Orange Belt Railway) an der Main Street ist heute ein Museum untergebracht, das von der historischen Gesellschaft Dunedins getragen wird und Artefakte aus der Stadtgeschichte zeigt. Das J. O. Douglas House und die Andrews Memorial Chapel wurden in das National Register of Historic Places eingetragen.
Das Marktforschungsunternehmen ACNielsen betreibt hier seit 1972 ein Rechenzentrum und ist einer der größten Arbeitgeber der Stadt. Die Professional Golfers Association hatte hier ihren Sitz von 1945 bis 1962.

## Demographische Daten
Laut der Volkszählung 2010 verteilten sich die damaligen 35.321 Einwohner auf 21.113 Haushalte. Die Bevölkerungsdichte lag bei 1313 Einw./km². 91,6 % der Bevölkerung bezeichneten sich als Weiße, 3,3 % als Afroamerikaner, 0,3 % als Indianer und 1,6 % als Asian Americans. 1,4 % gaben die Angehörigkeit zu einer anderen Ethnie und 1,8 % zu mehreren Ethnien an. 5,9 % der Bevölkerung bestand aus Hispanics oder Latinos.
Im Jahr 2010 lebten in 18,0 % aller Haushalte Kinder unter 18 Jahren sowie 41,1 % aller Haushalte Personen mit mindestens 65 Jahren. 52,7 % der Haushalte waren Familienhaushalte (bestehend aus verheirateten Paaren mit oder ohne Nachkommen bzw. einem Elternteil mit Nachkomme). Die durchschnittliche Größe eines Haushalts lag bei 1,98 Personen und die durchschnittliche Familiengröße bei 2,63 Personen.
16,5 % der Bevölkerung waren jünger als 20 Jahre, 18,3 % waren 20 bis 39 Jahre alt, 28,9 % waren 40 bis 59 Jahre alt und 36,1 % waren mindestens 60 Jahre alt. Das mittlere Alter betrug 51 Jahre. 46,4 % der Bevölkerung waren männlich und 53,6 % weiblich.
Das durchschnittliche Jahreseinkommen lag bei 48.420 $, dabei lebten 9,3 % der Bevölkerung unter der Armutsgrenze.
Im Jahr 2000 war Englisch die Muttersprache von 92,20 % der Bevölkerung, spanisch sprachen 3,12 % und 4,68 % hatten eine andere Muttersprache.

## Sehenswürdigkeiten
Folgende Objekte sind im National Register of Historic Places gelistet:
- Andrews Memorial Chapel
- Willis S. Blatchley House
- J. O. Douglas House
- Dunedin Isles Golf Club Golf Course

Das Dunedin History Museum beherbergt Ausstellungen über Honeymoon Island, das lokale Leben, die Gründung von Dunedin, die militärische Präsenz in der Stadt, Floridas Eisenbahnen und die Zitrusindustrie.
In der Stadt ist das David L. Mason Children's Art Museum beheimatet.

## Städtepartnerschaft
- Stirling
- Summerside, Prince Edward Island

## Verkehr
Dunedin wird vom U.S. Highway 19 (SR 595) sowie den Florida State Roads 580 und 586 durchquert. Der nächste Flughafen ist der St. Petersburg-Clearwater International Airport (15 km südlich).

## Bildung
In Dunedin gibt es sechs Public Schools, drei davon sind Elementary Schools (Dunedin, Garrison-Jones, San Jose), eine Middle School und eine High School. Hinzu kommen die Athenian Academy of Pinellas und die Academie Davinci sowie zwei Privatschulen (Anchor Academy und Dunedin Academy) und eine römisch-katholische Schule (Our Lady of Lourdes).
Nach den Censusdaten haben 86,6 % der Einwohner einen High-School-Abschluss, 22,4 % einen Bachelor und 7,1 % haben promoviert oder haben einen noch höheren Studienabschluss.

## Kriminalität
Die Kriminalitätsrate lag im Jahr 2010 mit 253 Punkten (US-Durchschnitt: 266 Punkte) im durchschnittlichen Bereich. Es gab 15 Vergewaltigungen, 19 Raubüberfälle, 74 Körperverletzungen, 208 Einbrüche, 915 Diebstähle, 37 Autodiebstähle und sechs Brandstiftungen.

## Söhne und Töchter der Stadt
- Dwike Mitchell (1930–2013), Jazzpianist
- Lari White (1965–2018), Country-Sängerin und Songschreiberin
- David Jolly (* 1972), Politiker
- Marcus Koch (* 1977), Spezialeffekte-Künstler und Filmregisseur
- Sydney Pickrem (* 1997), kanadische Schwimmerin
- John Racener (* 1985), Pokerspieler
- Ron DeSantis (* 1978), Gouverneur des Staates Florida